# Cosmoscarta hainanensis
Cosmoscarta hainanensis är en insektsart som beskrevs av Jacobi 1921. Cosmoscarta hainanensis ingår i släktet Cosmoscarta och familjen spottstritar. Inga underarter finns listade i Catalogue of Life.